# Добривой Русов
Добривой Русов (словац. Dobrivoj Rusov; нар. 13 січня 1993, Трнава) — словацький футболіст, воротар клубу «Малжениці».
Грав за молодіжну збірну Словаччини.

## Клубна кар'єра
Народився 13 січня 1993 року у Трнаві. Вихованець юнацьких команд місцевих футбольних клубів «Локомотива» та «Спартак».
У дорослому футболі дебютував 2011 року виступами за головну команду «Спартака» (Трнава), в якій провів чотири сезони, взявши участь у 50 матчах чемпіонату.
Своєю грою за цю команду привернув увагу представників тренерського штабу польського «П'яста» (Глівіце), до складу якого приєднався 2015 року. Відіграв за команду з Глівіце наступні три сезони своєї ігрової кар'єри, здебільшого маючи статус резервного голкіпера.
2018 року повернувся до трнавського «Спартака». Протягом 2019—2021 років був його основним воротарем, згодом втратив місце в «основі» команди.
Влітку 2023 року перейшов до друголігового клубу «Малжениці».

## Виступи за збірну
Протягом 2012—2014 років залучався до складу молодіжної збірної Словаччини. На молодіжному рівні зіграв у 12 офіційних матчах, пропустив 15 голів.

## Титули і досягнення
- Володар Кубка Словаччини (4):

«Спартак» (Трнава): 2018–2019, 2021–2022, 2022–2023, 2024–2025